# Hoa Đàn

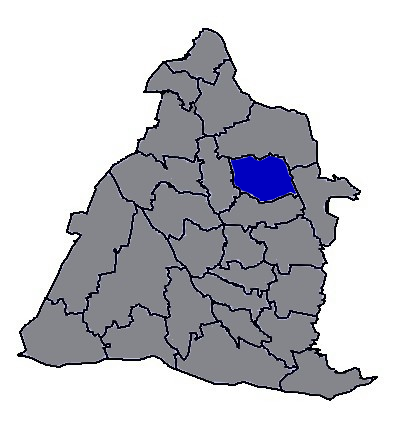
Vị trí tại Chương Hóa

Hoa Đàn (tiếng Trung: 花壇鄉; bính âm: Huātán xiāng) là một hương (xã) của huyện Chương Hóa, tỉnh Đài Loan, Trung Hoa Dân Quốc (Đài Loan). Hương nằm tại phía đông-đông bắc của huyện và có tên ban đầu là "Gia Rong Cước" (茄苳腳). Tổng diện tích của Hoa Đàn là 36,3472 km², dân số vào tháng 8 năm 2011 là 46.029 người thuộc 13.087 hộ gia đình, mật độ cư trú đạt 1266,4 người/km².